# ウーヴェ・ヨーンゾン

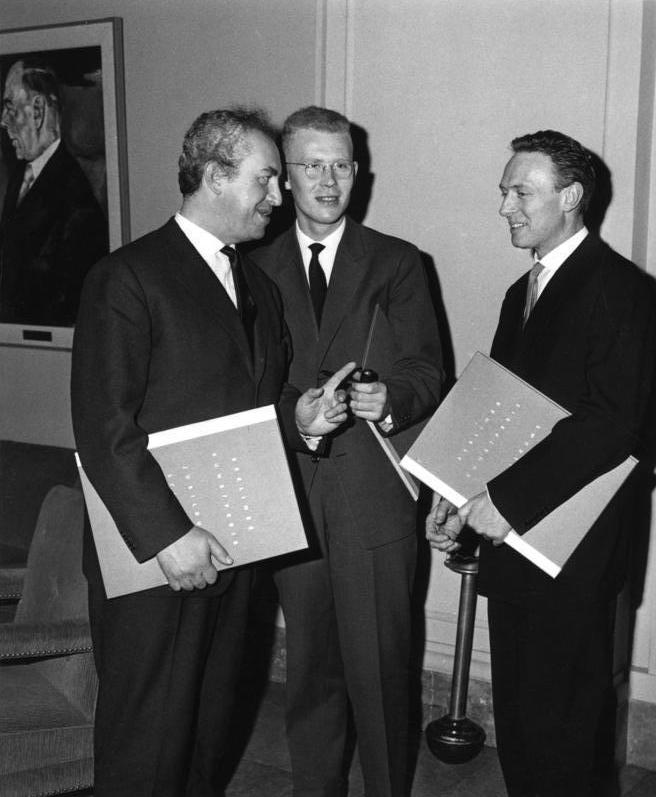
ウーヴェ・ヨーンゾン（中央）

ウーヴェ・ヨーンゾン（Uwe Johnson、1934年7月20日 - 1984年2月23日）は、ドイツの小説家。社会主義の中で人間らしく生きられず、かといって資本主義に自由や正義を見出すこともできず居場所を見つけられない現代人の苦悩を描いた。

## 生涯
ヨーンゾンは1934年7月20日にポンメルン地方の小都市カミーン（現在はポーランドの西ポモージェ県に属する）で、畜産監督官の子として生まれた。1944年にナチズム教育を行う寄宿学校に入学するが、敗戦にともなってメクレンブルク地方のギュストローに移る。1948年には、ヨーンゾン曰く家族を守るためにナチ党員になっていた父が、ソ連軍の収容所で死亡したと伝えられるが、ナチズムはヨーンゾンの成長にそれほど大きな影響は与えなかった。むしろその後の東ドイツにおける社会主義が、人格形成に大きな影響をおよぼしていくことになる。
1952年、ロストックの大学でドイツ語学と英語学を学び始め、1954年にライプツィヒ大学に編入、1956年にエルンスト・バルラッハの『盗まれた月』を分析した論文を提出して卒業する。しかし社会主義リアリズムを至上とする東ドイツでは、表現主義の作品を扱った論文を書いたヨーンゾンを「市民的」として排斥し、卒業後も定職を得られなかった。そのため翻訳（『ニーベルンゲンの歌』、ハーマン・メルヴィル『イスラエル・ポッター』など）や編集など臨時の仕事で生計を立てることになる。このころ、1953年から執筆していた習作『イングリット・バーベンダーエルデ 卒業試験1953年』を出版しようと試みるも、ことごとく拒まれている。結局、本作が発表されるのは死後、1985年になってからであった。
『イングリット・バーベンダーエルデ』の出版こそ拒否したものの、西ドイツのズーアカンプ社はヨーンゾンの才能を認め、執筆を続けるようにと励ました。次作『ヤーコプについての推測』は1959年にズーアカンプ社から発表されることとなり、フランクフルト書籍見本市で好評を博す。東ドイツに身を置きながら書き続けることの困難から、ヨーンゾンは同年西ベルリンへの転居を決意し、本格的な執筆活動に入っている。
1960年、フォンターネ賞（西ベルリン）を受け、翌年『三冊目のアヒム伝』を発表する。1962年、ヴィラ＝マッシモ奨学金を受けローマに滞在。同年、エリーザベト・シュミットと結婚する。1964年、『カルシュとその他の散文』を発表する。1965年、ベルリンの分断を題材とした『二つの風景』を発表する。1966年、ニューヨークに移住し、教科書編集顧問を務める。
1968年から、死の前年まで書き続けられるライフワーク『記念の日々 ゲジーネ・クレスパールの生活から』の執筆を開始する。同年、西ベルリンに帰還する。1970年、『記念の日々』の第1巻が刊行される（第2巻は1971年、第3巻は1973年、第4巻は1983年）。
1971年、ドイツ語圏において最も権威のあるゲオルク・ビューヒナー賞を受賞する。
1974年、テムズ河口のシェピ島にある港町シェアネスに転居する。このころ妻エリーザベトから結婚前の浮気を告白され、相手がチェコ人だったことから、ヨーンゾンは妻が彼に対してチェコスロバキア、あるいは東ドイツのためにスパイ行為を働いていたという疑念を持ちはじめ、スランプに陥る。この件については、後に『付随する問題』の中でも触れられているが、当のエリーザベトはスパイ行為を一切否定している。1978年に妻子と離別する。
1975年、ヴィルヘルム・ラーベ賞（ブラウンシュヴァイク）を受賞する。1979年、フランクフルト大学で詩学を講義し、翌年『付随する問題』のタイトルで講義録が出版される。同年、トーマス・マン賞（リューベック）を受賞する。
1981年、かねてから親交のあったマックス・フリッシュの70歳の誕生日を記念した短編『遭難者のスケッチ』を発表する。
1984年、シェアネスの自宅で心不全のため死去した。最後に目撃されたのは2月23日であったが、発見が遅れたため、正確な死亡日時はわかっていない。

## 特徴
ヨーンゾンの作品の多くには、居場所を得られない人間の疎外感・孤独感が漂っており、東西ベルリン、ニューヨーク、シェアネスと安住の地を求めて転居を繰り返した自身の人生を反映している。彼はイデオロギーに起因する個人的諸問題を克服・解決しよう、または矛盾を糾弾しようとするのではなく、それ自体の姿で冷静にとらえることに重点をおいている。
それを象徴するエピソードとして、ヨーンゾン作品の片方の体制に帰結できない難解さを「彼は壁の向こう側にいるのでもこちら側にいるのでもない。壁の上にいるのだ」と玉虫色の評言を発した評論家について、「壁の上に立つなどということは現代において文字通り不可能なことだ。なぜならその人は壁の上に横たわっているはずだからだ。射殺されたのだから。」と皮肉交じりの論評を述べていることが挙げられる。